# داماد (فیلم ۱۹۶۳)
داماد (به انگلیسی: Daughter-in-law) فیلمی هندی محصول سال ۱۹۶۳ و به کارگردانی تی. پراکاش رائو است. در این فیلم بازیگرانی همچون گورو دات، مالا سینها، فیروز خان، نظیر حسین، لالیتا پاوار، آقا و شیاما ایفای نقش کرده‌اند.